# West of the Water Tower
West of the Water Tower er en amerikansk stumfilm fra 1923 af Rollin S. Sturgeon.

## Medvirkende
- Glenn Hunter som Guy Plummer
- May McAvoy som Bee Chew
- Ernest Torrence som Adrian Plummer
- George Fawcett som Charles Chew
- ZaSu Pitts som Dessie Arnhalt
- Charles S. Abbe som R.N. Arnhalt
- Anne Schaefer som Mrs. Plummer
- Riley Hatch som Cod Dugan